# John Macionis
John Macionis (Filadelfia, Estados Unidos, 27 de mayo de 1916-16 de febrero de 2012) fue un nadador estadounidense especializado en pruebas de estilo libre, donde consiguió ser subcampeón olímpico en 1936 en los 4 × 200 metros.

## Carrera deportiva
En los Juegos Olímpicos de Berlín 1936 ganó la medalla de plata en los relevos de 4 × 200 metros estilo libre, con un tiempo 9:03.0 segundos), tras Japón (oro) y por delante de Hungría (bronce; sus compañeros de equipo fueron los nadadores: Ralph Flanagan, Jack Medica y Paul Wolf.